# Ducato di Polonia
Arcidiocesi di Gniezno
Il Ducato di Polonia (riportato per la prima volta negli atti con la definizione in latino Civitas Schinesghe) fu uno stato polacco esistito ufficialmente dal 962, ovvero quando Ottone I di Sassonia concesse a Miecislao I, della dinastia dei Piast, il titolo di duca di Polonia e il possesso delle terre conquistate in cambio del giuramento di fedeltà.
All'epoca dell'in.staurazione del ducato, il suo territorio comprendeva la Grande Polonia (Wielkopolska), la Cuiavia, la Masovia e verosimilmente le regioni orientali Pomerania. Negli anni sessanta del X secolo forse venne annessa anche parte della Pomerania occidentale. La soppressione del ducato avvenne con l'elevazione della Polonia a regno a seguito dell'incoronazione di Boleslao I nel 1025.

## Storia

### Il regno di Miecislao I
Le comunità di Polani localizzate nell'attuale Grande Polonia diedero origine al proto-stato predecessore di quello nato dopo la metà del IX secolo, con i polacchi che si stabilirono nelle pianure intorno alle emergenti roccaforti di Giecz, Poznań, Gniezno e Ostrów Lednicki. Le comunità che vivevano secondo uno stile tribale furono capaci di svilupparsi e abbandonare le antiche abitudini nella seconda metà del secolo. Secondo il cronista del XII secolo Gallo Anonimo, i Polani erano governati in quel periodo dalla dinastia dei Piast, già dunque affermatasi in quel frangente storico. Nelle fonti esistenti del X secolo, il sovrano Piast Miecislao I venne menzionato per la prima volta da Vitichindo di Corvey nel suo Res gestae saxonicae, una cronaca degli eventi in Germania. Vitichindo riferì che le forze di Miecislao furono sconfitte due volte nel 963 dalle tribù dei Veleti che agivano in collaborazione con l'esilio del sassone Wichmann II il Giovane. Durante il dominio di Miecislao (960 circa-992), la sua unione di popoli abbracciò il cristianesimo e si affermò alla stregua di un vero Stato.

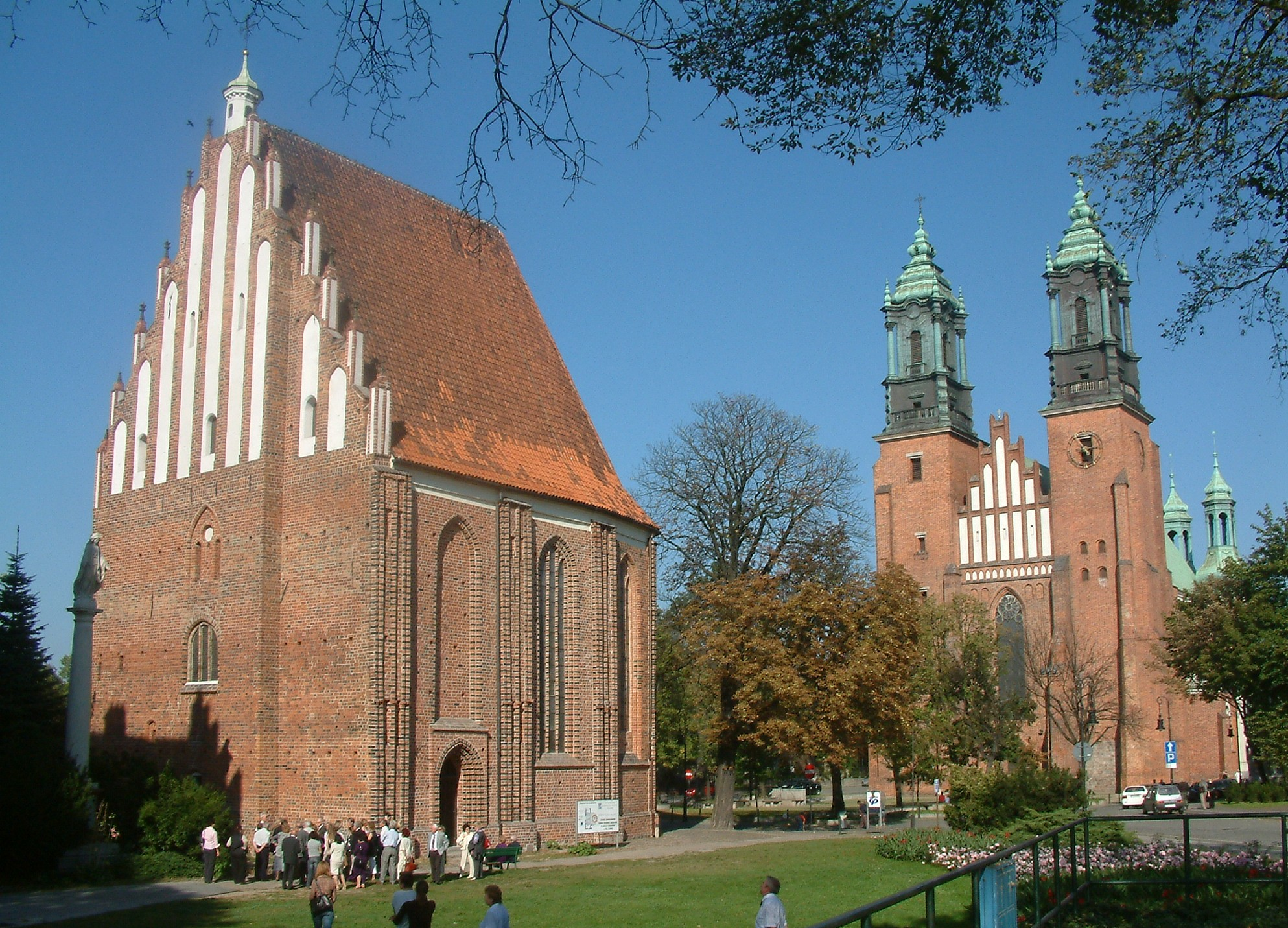
Sull'isola di Ostrów Tumski, a Poznań, si svolsero le prime importanti fasi storiche della storia dello Stato polacco e della chiesa. I resti dell'originale complesso palatium-capella dei più antichi membri ecclesiastici attivi in Polonia sono stati trovati sotto la chiesa in primo piano. La cattedrale di Poznań si trova sulla destra

Il percorso di costruzione dell'entità statale portò all'espansione territoriale dei primi governanti Piast. Partendo da un'area molto piccola compresa intorno a Gniezno (prima ancora che la città stessa esistesse), l'espansione dei Piast durò per gran parte del X secolo e portò all'acquisizione di un territorio che si avvicinava a quello dell'attuale Polonia. La tribù dei Polani conquistò e assorbì altre comunità slave, originando una specie di federazione che fece da apri pista per la realizzazione un paese centralizzato. Dopo l'acquisizione della Piccola Polonia, anche i Vistolani e gli abitanti della Slesia (entrambi sottomessi da Miecislao a danno delle terre ceche durante la parte successiva del X secolo), lo stato di Miecislao raggiunse la sua forma matura, comprese le principali regioni considerate etnicamente polacche. Le terre dei Piast ammontavano a circa 250.000 km² in termini di superficie, con una popolazione approssimativa di circa un milione.
Nato e cresciuto secondo le consuetudini religiose pagane, Miecislao I fu il primo sovrano dell'unione tribale polacca noto riportato da fonti scritte contemporanee. Un resoconto dettagliato degli aspetti dell'antico regno di Miecislao viene fornito da Ibrahim ibn Ya'qub, un viaggiatore ebreo di Cordova. Secondo l'autore, Miecislao era uno dei quattro "re" slavi presenti nel centro e nell'Europa meridionale negli anni '60. Nel 965, Miecislao, all'epoca alleato di Boleslao I di Boemia, sposò la figlia del duca Dubrawka, una principessa cristiana. La conversione di Miecislao al cristianesimo secondo il rito latino occidentale accadde il 14 aprile 966, un evento noto come battesimo della Polonia e considerato l'evento in cui iniziò a esistere formalmente lo stato polacco. All'indomani della vittoria di Miecislao su un gruppo di Velunzani (nativi della Pomerania) nel 967, guidata da Wichmann, fu nominato il primo vescovo missionario, Giordano. Non si sa se l'azione arginò la prevista espansione orientale dell'arcidiocesi di Magdeburgo, fondata all'incirca nello stesso periodo.
Lo stato di Miecislao aveva una complessa relazione politica con il vicino Sacro Romano Impero, poiché Miecislao era un "amico", alleato e vassallo di Ottone I di Sassonia e gli pagava dei tributi per amministrare la parte orientale delle sue terre. Miecislao ingaggiò guerre con gli slavi polabi, i cechi, il margravio Gero I della Marca orientale sassone nel 963–964 e il margravio Odo I della medesima realtà politica nel 972 nella battaglia di Cedynia, la prima documentata relativa ai polacchi. Le vittorie su Wichmann e Odo permisero a Miecislao di estendere i suoi possedimenti in Pomerania ad ovest fino alle vicinanze del fiume Oder e della sua foce. Dopo la dipartita di Ottone I e poi di nuovo dopo la morte di Ottone II, Miecislao parteggiò per Enrico il Litigioso, un pretendente alla corona imperiale. Dopo la morte di Dubrawka nel 977, Miecislao sposò Oda von Haldensleben, figlia di Teodorico, margravio della Marca del Nord, nel 980 circa. Quando combatté contro i cechi nel 990, Miecislao ricevette l'ausilio del Sacro Romano Impero. Verso l'anno 990, quando Miecislao I sottopose ufficialmente il suo paese all'autorità della Santa Sede (Dagome iudex, uno dei più antichi documenti scritti relativi alla Polonia), aveva trasformato la Polonia in una delle potenze più stabili dell'Europa centro-orientale.

### Il regno di Boleslao I il Coraggioso

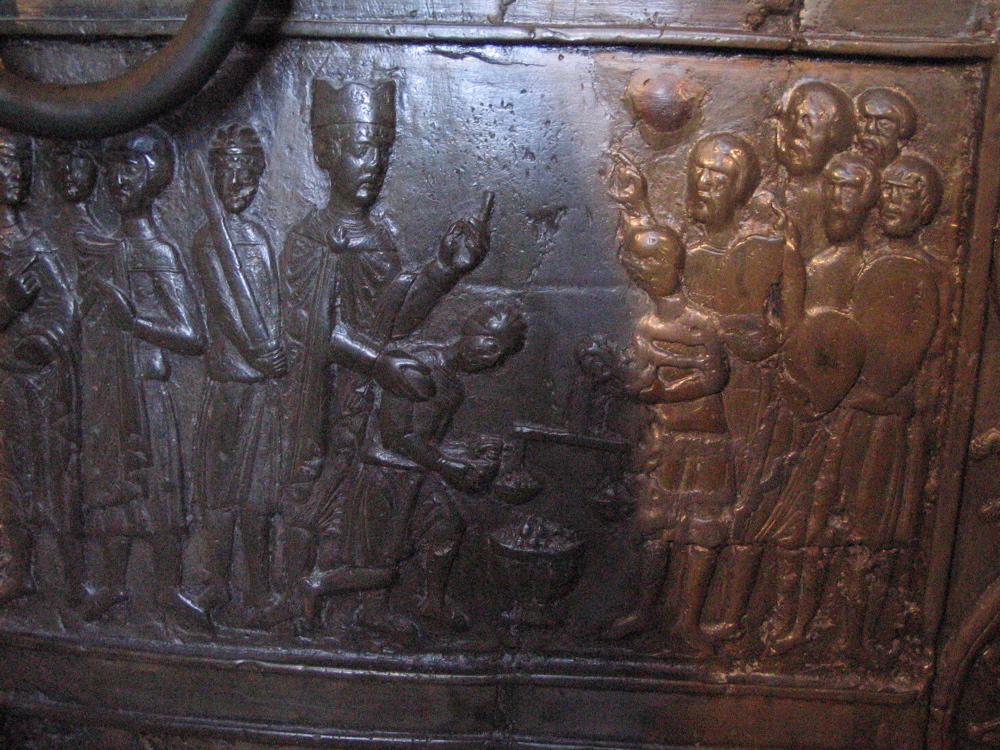
Bassorilievo sulle porte di Gniezno all'ingresso della cattedrale cittadina che raffigura Boleslao intento ad acquisire le spoglie di Adalberto di Praga dai Pruzzi

Quando Miecislao I si spense nel 992, gli successe solo il figlio Boleslao, contrariamente a quanto voleva il padre, il quale desiderava che i domini andassero assegnati a ogni suo discendente. Per salire al trono, Boleslao dovette contestarlo alla sua matrigna vedova Oda, seconda moglie di suo padre, e ai suoi figli minori. Boleslao era il figlio maggiore di Miecislao, nato dalla sua prima sposa Dubrawka di Boemia, perita nel 977. Già dimostratosi deciso nel perseguire il suo piano di assicurarsi il trono, Boleslao I Chrobry si guadagnò nel corso della sua vita l'appellativo "il Coraggioso" per via della sua grande ambizione e forte personalità.
Una volte assicuratosi il potere, una delle preoccupazioni principali nei primi anni di regno di Boleslao riguardò la costruzione della chiesa polacca. Boleslao strinse stretti legami con Adalberto di Praga della famiglia Slavník, un vescovo ceco con molte amicizie importanti e missionario poi ucciso nel 997 mentre era in missione di conversione in Prussia. In seguito, chiese la restituzione della salma pagando una grossa somma per riceverla indietro. Il monarca approfittò abilmente della sua morte: i suoi martiri portarono alla sua elevazione a santo patrono della Polonia e portarono alla creazione di una provincia polacca indipendente della Chiesa, con Gaudenzio come arcivescovo di Gniezno. Nell'anno 1000, il giovane imperatore Ottone III giunse in veste di pellegrino a visitare la tomba di Sant'Adalberto e prestò il suo sostegno a Boleslao durante il congresso di Gniezno. L'arcidiocesi locale e diverse parrocchie subordinate vennero istituite proprio in quell'occasione, tanto che taluno ricollega la nascita dello Stato polacco all'anno 1000 per via del riconoscimento giuridico assegnato dal papa. La provincia ecclesiastica polacca servì effettivamente come un'àncora essenziale e un'istituzione a cui fare affidamento per la nazione dei Piast, aiutandolo a sopravvivere nei secoli travagliati a venire. Per quanto riguarda l'alfabeto e la lingua liturgica, anche i polacchi, come i boemi, restarono orientati in senso latino-occidentale.
In campo politico, Boleslao inizialmente scelse di continuare la strategia di cooperazione di suo padre con il Sacro Romano Impero, ma quando l'imperatore Ottone III morì nel 1002, il rapporto di Boleslao con il suo successore Enrico II si rivelò decisamente più difficile, generando una serie di guerre a intermittenza (1002–1005, 1007–1013, 1015–1018). Dal 1003 al 1004 Boleslao intervenne militarmente nei conflitti dinastici cechi. Dopo che le sue forze furono scacciate dalla Boemia nel 1018, Boleslao riuscì comunque a preservare la Moravia. Nel 1013, si celebrò il matrimonio tra il figlio di Boleslao Miecislao e Richeza di Lotaringia, nipote dell'imperatore Ottone III e futura madre di Casimiro I il Restauratore. I conflitti con la Germania si conclusero nel 1018 con la pace di Bautzen a condizioni favorevoli per Boleslao. Nel contesto della crisi di successione sorta nella Rus' di Kiev nel 1018, Boleslao rilevò la sezione occidentale della Rutenia Rossa. Nel 1025, poco prima della sua morte, Boleslao I riuscì finalmente ad ottenere il permesso papale di incoronarsi e divenne il primo re di Polonia.
Le politiche espansionistiche di Boleslao si rivelarono costose per la Polonia e non sempre terminarono con un successo. Egli perse, ad esempio, l'egemonia sulla Pomerania Orientale, terra economicamente cruciale nel 1005, insieme al vescovado di recente istituzione di Kołobrzeg; la regione era stata in passato conquistata con grande sforzo da Miecislao.

## Civitas Schinesghe
Proprio verso la fine del primo millennio, nel 991/992, avvenne la prima indicazione di un toponimo con cui si indicava la Polonia, ovvero Civitas Schinesghe. Il termine costituiva una versione latinizzata dell'espressione polacca hrady knezske o grody książęce ("fortezze ducali/oppidia"). Pur mancando la copia originale, il riferimento compare in un regesta papale dell'XI secolo chiamato Dagome iudex. L'affermazione specifica riguarda la moglie del duca Piast Oda von Haldensleben, che aveva assunto in quel momento un ruolo di spessore in unam civitatem in integro, que vocatur Schinesghe ("un intero stato, che si chiama Schinesghe") agli occhi della Santa Sede.
Sebbene non si faccia esplicita menzione della Polonia come entità statale, il nome Schinesghe molto probabilmente si riferisce a Gniezno, uno dei principali insediamenti degli slavi occidentali Polani.

## Territorio

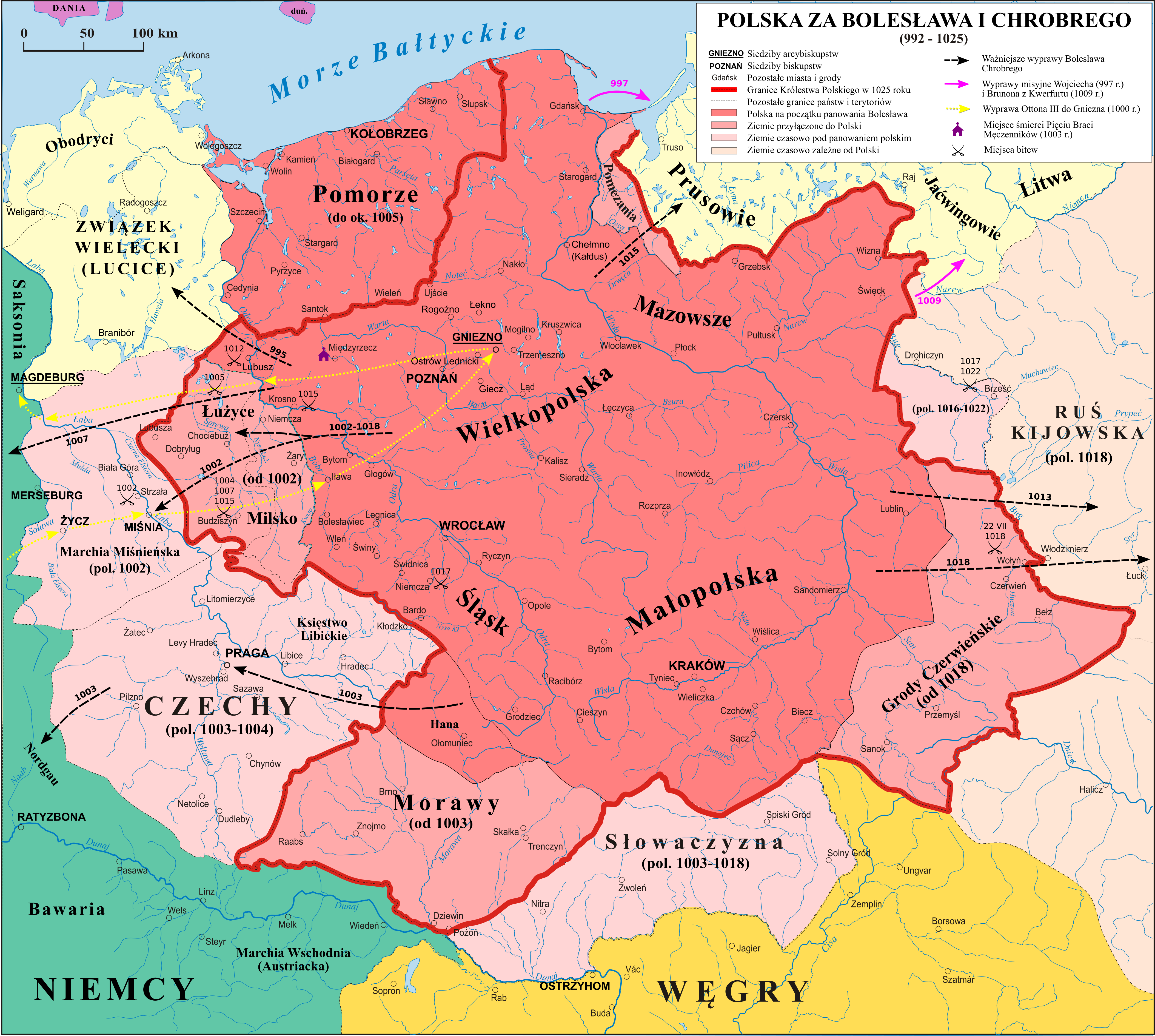
La Polonia tra il 992 e il 1025. L'area in rosa scuro rappresenta i confini alla fine del dominio di Miecislao I (992), mentre quella in rosso scuro i territori posseduti da Boleslao I alla sua morte (1025)

L'analisi del documento in cui si fa riferimento alla Civitas Schinesghe può aiutare a ricostruire i confini del regno polacco a ridosso dell'anno Mille:
- sicuti incipit a primo latere longum mare, "così comincia dalla prima sponda di un lungo mare" (presumibilmente la costa della Pomerania, sul mar Baltico)
- fine Bruzze 'alla fine di Bruzze' – "lungo i confini con la Prussia", abitata dai Pruzzi di fede pagana e di etnia baltica)
- usque in locum, qui dicitur Russe – "fino a un luogo chiamato Rus'" (a est della Masovia)
- et mules Russe extendente usque in Craccoa – "La Russia finisce e si sviluppa fino a Cracovia"
- et ab ipsa Craccoa usque ad flumen Odde recte – "e da lì lungo il fiume Oder"
- in locum, qui dicitur Alemure, "in un luogo chiamato Alemure" (talvolta identificato come Olomouc, in Moravia, sebbene la città sia localizzata più vicino alle sorgenti dell'Oder piuttosto che alla foce)
- et ab ipsa Alemura usque in terram Milze recte intra Oddere – "e da lì alle porte delle terre dei Milceni" (parte del Margraviato di Meissen)
- et exinde ducente iuxta flumen Oddera usque in predictam civitate Schinesghe. – "e dai suoi confini lungo l'Oder fino alle suddetta Schinesghe".

L'ultima affermazione suggerisce che Schinesghe si trovasse sull'Oder e sulla costa baltica. Inoltre appare altamente probabile che la descrizione si riferisse anche agli insediamenti dei Volini, una tribù lechitica localizzata a est del corso d'acqua.